# Baglan Inkarbek
Baglan Bachytowitsch Inkarbek (kasachisch Баглан Бахытович Инкарбек; * 22. Oktober 1994 in Schymkent) ist ein ehemaliger kasachischer Freestyle-Skier. Er war auf die Disziplin Aerials (Springen) spezialisiert.

## Werdegang
Inkarbek nahm im Dezember 2011 in Ruka erstmals am Europacup und im Februar 2012 in Minsk erstmals am Freestyle-Skiing-Weltcup teil, wobei er jeweils den 22. Platz errang. Bei den Juniorenweltmeisterschaften 2012 in Chiesa in Valmalenco sprang er auf den 15. Platz. In der Saison 2012/13 belegte er bei den Weltmeisterschaften 2013 in Voss den 27. Platz und bei den Juniorenweltmeisterschaften 2013 den 11. Rang. Zudem erreichte er mit dem 31. Platz im Aerials-Weltcup sein bestes Gesamtergebnis. In der folgenden Saison kam er bei den Olympischen Winterspielen 2014 in Sotschi auf den 19. Platz und bei den Juniorenweltmeisterschaften 2014 in Chiesa in Valmalenco auf den 20. Rang. In der Saison 2016/17 erreichte er mit Platz 14 in Moskau seine beste Platzierung im Weltcup und errang bei den Weltmeisterschaften 2017 in der Sierra Nevada den 22. Platz. Zudem gewann er bei der Winter-Universiade 2017 in Almaty die Goldmedaille im Teamwettbewerb und wurde im Einzel Achter. In der Saison 2018/19 sprang er bei der Winter-Universiade 2019 in Krasnojarsk auf den zehnten Platz und bei den Weltmeisterschaften 2019 in Deer Valley auf den 21. Platz. Seinen 27. und damit letzten Weltcup absolvierte er im Februar 2019 in Minsk, welchen er auf dem 27. Platz beendete.

## Erfolge

### Olympische Spiele
- 2014 Sotschi: 19. Platz Aerials

### Weltmeisterschaften
- 2013 Voss: 27. Platz Aerials
- 2017 Sierra Nevada: 22. Platz Aerials
- 2019 Deer Valley: 21. Platz Aerials

### Weltcupwertungen
| Saison  | Gesamt | Gesamt | Aerials | Aerials |
| Saison  | Platz  | Punkte | Platz   | Punkte  |
| ------- | ------ | ------ | ------- | ------- |
| 2011/12 | 232.   | 1      | 41.     | 9       |
| 2012/13 | 178.   | 4      | 31.     | 31      |
| 2013/14 | 267.   | 1      | 37.     | 5       |
| 2014/15 | 168.   | 3      | 33.     | 19      |
| 2016/17 | 177.   | 5      | 33.     | 35      |
| 2017/18 | 200.   | 3,83   | 35.     | 23      |
| 2018/19 | 233.   | 1,6    | 42.     | 8       |

### Winter-Universiade
- Almaty 2017: 1. Platz Aerials Team, 8. Platz Aerials
- Krasnojarsk 2019: 10. Platz Aerials

### Juniorenweltmeisterschaften
- Chiesa in Valmalenco 2012: 15. Platz Aerials
- Chiesa in Valmalenco 2013: 11. Platz Aerials
- Chiesa in Valmalenco 2014: 20. Platz Aerials